# Virtual Studio Technology

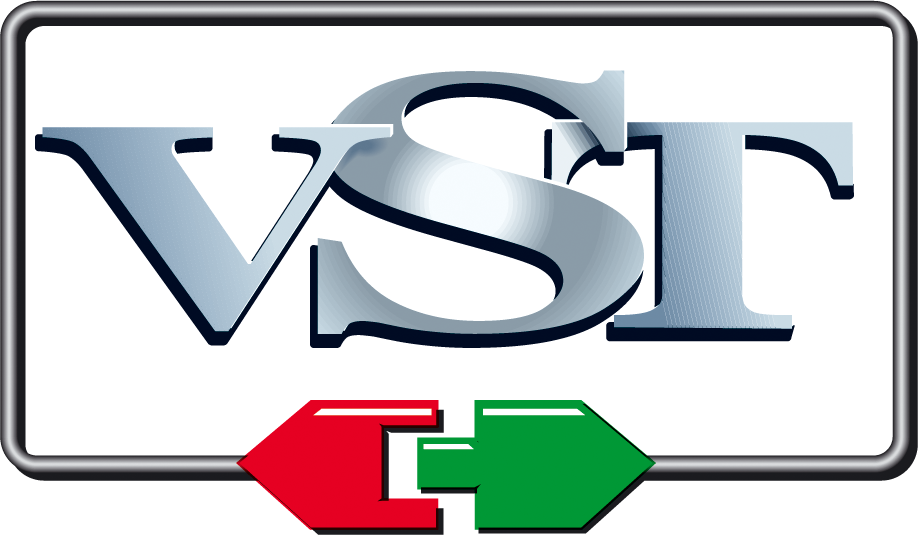
Logo VST.

Le Virtual Studio Technology (VST) est un format ouvert de plug-in audio créé par Steinberg. Sa popularité en fait un standard en musique assistée par ordinateur : par le nombre d'effets et d'instruments virtuels créés dans ce format, et par sa compatibilité avec la majorité des stations audionumériques (DAW) et éditeurs audio (aussi bien sous Windows, Macintosh, et Linux). 

## Historique
L'interface et le SDK associé ont été créés en 1996 par la société allemande Steinberg. Elle est apparue pour la première fois dans la station audionumérique Cubase VST 3.02 qui propose alors des effets de traitement audio sous forme de plug-ins : Espacial, Choirus, Stereo Echo et Auto-Panner.
L'interface étant ouverte, une communauté de développeurs s'est formée, créant de nombreux plug-in d'effets divers, et ce format finit par s'imposer comme un standard.
L'interface VST a été mise à jour en version 2.0 en 1999 permettant l'envoi de messages MIDI à un plug-in et surtout la création d'instruments virtuels au format VSTi (Virtual Studio Technology Instrument), les ordinateurs étant devenus suffisamment puissants pour générer avec une latence acceptable de la synthèse sonore en temps réel au sein d'une station audio-numérique exécutant divers tâches simultanément. Les instruments VSTi peuvent être des synthétiseurs, des échantillonneurs ou des boîtes à rythmes. Neon était le premier VSTi disponible (inclus dans Cubase). 
L'interface VST a été mise à jour en version 3.5 durant le mois de février 2011. Les plug-ins de versions anciennes sont compatibles avec les versions plus récentes (VST 1.0, VST 2.0, VST 3.0). Avant la spécification VST 3.0, les plug-ins VST sont des fichiers compilés ayant pour extension .vst pour Macintosh et .dll pour Windows. Les plug-ins VST en version 3.0 ont pour extension .vst3.

## Plug-in VST

Instruments VST (Cubase 6).

Les plug-ins VST sont des modules spécialisés de traitement ou génération de données audio et MIDI en temps réel. La technologie VST permet d'envisager plusieurs types de tâches, cependant, on distingue principalement quatre types d'utilisation des plug-ins VST :

### Effets audio (VSTfx)
Les effets audio servent à modifier les caractéristiques d'un son en temps réel, pour simuler des effets acoustiques comme l'écho, ou électroniques comme la distorsion ou le trémolo.

### Instruments virtuels (VSTi)
Ces plug-ins sont des instruments de musique virtuels pilotés par MIDI, à l'instar des instruments réels (matériel). Les sons sont calculés et générés par le processeur de l'ordinateur, ou lus à partir de banques sonores. Ces VSTi permettent de simuler de vrais appareils comme un synthétiseur, un échantillonneur ou une boîte à rythmes.

### Effets MIDI
Ils servent à modifier les informations MIDI avant que celles-ci contrôlent un instrument (virtuel ou matériel). Ils permettent, par exemple, de générer des arpèges, des séquences, de générer des accords, d'altérer les caractéristiques d'une note jouée (sa hauteur, sa vélocité), de transposer une note ou d'humaniser le jeu.

### Visualisation
Il s'agit de plug-ins de métrologie, qui servent à afficher une fenêtre fournissant des indications utiles relatives au signal sonore. Ils permettent par exemple de visualiser la forme d'onde (oscilloscope), le niveau (VU-mètre) ou le spectre sonore.

## Hôte VST
Un hôte VST est un logiciel ou un périphérique matériel capable d’exécuter des plug-ins VST.
Il s'agit généralement d'une station audionumérique, comme :
- Ableton Live
- ACID Pro
- Ardour (logiciel libre)
- Cubase
- Davinci Resolve
- EnergyXT
- FL Studio
- LMMS (logiciel libre)
- Logic Pro
- LoopToGo
- MadTracker
- Nuendo
- Reaper
- Renoise
- Samplitude
- Cakewalk by Bandlab (previously Sonar)
- WaveLab

Mais d'autres logiciels permettent d'héberger des VST, comme certains lecteurs (Winamp) ou éditeurs audio (Audacity) permettant d'appliquer des effets. L'éditeur de partition gratuit en opensource Musescore, peut aussi lire les banques de sons VST depuis la version 4.0 du logiciel sur Mac et PC7. 
Certains hôtes minimalistes permettent d’exécuter un VST simplement, sans autre fonctionnalité, pour une utilisation de type « stand alone ». 
Enfin, il existe des technologies « matérielles » capables d'embarquer la technologie VST :
- Rack Plugzilla, de Manifold Labs ;
- Receptor, de Muse Research ;
- V-machine, de SM PRO AUDIO.

## Outils pour la création de VST
- SynthMaker devenu Flowstone  avec support Ruby, télécommande et robotique
- SynthEdit
- Pluggo pour Max/MSP (technologie qui n'est plus supportée[6])
- SynthMaker (32 bits) pour FL Studio (32 bits)

## 32-64 bits
L'apparition des plug-ins VST 64 bits nécessite que le processeur, le système d'exploitation et le logiciel, soient également en 64 bits.
Pour suppléer à l'absence d'un plug-in nativement en 64 bits, plusieurs solutions existent : proposer une version 32 et 64 bits, un logiciel 64 bits hôte dispose d'un pont (bridge), soit interne, soit par le biais d'un logiciel tiers, solution palliative permettant d'utiliser des plug-ins 32 bits sur un système entièrement en 64 bits.
- Sonar BitBridge 2.0 est actuellement le pont le plus ancien.
- JBridge est compatible avec de nombreux logiciels 64 bits.
- Steinberg VST Bridge est fourni en standard avec les éditions 64 bits de Cubase (compatible uniquement jusqu'à la version 8.5 de Cubase).